# Leo Peelen
Leopoldus Eduardus Theoduris Peelen –conocido como Leo Peelen– (Arnhem, 16 de julio de 1968–Apeldoorn, 24 de marzo de 2017) fue un deportista neerlandés que compitió en ciclismo en la modalidad de pista, especialista en la prueba de puntuación.
Participó en los Juegos Olímpicos de Seúl 1988, obteniendo una medalla de plata en la carrera por puntos. Ganó una medalla de bronce en el Campeonato Mundial de Ciclismo en Pista de 1989.

## Medallero internacional
| Juegos Olímpicos   | Juegos Olímpicos      | Juegos Olímpicos  | Juegos Olímpicos |
| Año                | Lugar                 | Medalla           | Competición      |
| ------------------ | --------------------- | ----------------- | ---------------- |
| 1988               | Seúl ( Corea del Sur) | Medalla de plata  | Puntuación       |
| Campeonato Mundial |                       |                   |                  |
| Año                | Lugar                 | Medalla           | Competición      |
| 1989               | Lyon ( Francia)       | Medalla de bronce | Puntuación (A)   |